# Павлово (Шарьинский район)
Па́влово — деревня в составе Шангского сельского поселения Шарьинского района Костромской области России.

## География
Расположена на берегу речки Чекмачка, притока реки Малая Шанга.

## История
Согласно Спискам населенных мест Российской империи в 1872 году деревня Чекмачка (Павлово) относилась к 3 стану Ветлужского уезда Костромской губернии. В ней числился 21 двор, проживал 91 мужчина и 104 женщины.
Согласно переписи населения 1897 года в деревне проживало 377 человек (137 мужчин и 240 женщин).
Согласно Списку населенных мест Костромской губернии в 1907 году деревня относилась к Николо-Шангской волости Ветлужского уезда Костромской губернии. По сведениям волостного правления за 1907 год в деревне числилось 72 крестьянских двора и 418 жителей. В деревне имелся кирпичный завод. Основным занятием жителей деревни был лесной промысел.

## Население
| 2008 | 2010 | 2014 |
| ---- | ---- | ---- |
| 221  | ↗229 | ↘217 |